# Eric Smith
Eric M. Smith (Condado de Steuben, 22 de enero de 1980) es un criminal estadounidense, culpable del asesinato de un infante de 4 años de edad, Derrick Joseph Robie (nacido el 2 de octubre de 1988), el 2 de agosto de 1993, en el condado de Steuben, Nueva York. Smith fue declarado culpable de asesinato en segundo grado en 1994 y condenado a la pena máxima entonces disponible para asesinos menores de edad: Presidio perpetuo con la posibilidad de libertad vigilada después de un mínimo de 9 años encarcelado. 
Eric salió en libertad condicional en febrero de 2022, tras 27 años en la cárcel.

## Primeros años
A Smith le gustaba pasar tiempo con sus abuelos, Red y Edie Wilson; Red dijo que Eric: "Siempre entraba y nos daba abrazos y besos. Le gustaba ser un payaso".
A los 13 años Eric Smith padecía de trastorno explosivo intermitente como consecuencia del bullying que le hacían los compañeros de colegio, por lo que sufría ataques de furia incontrolable.

## Asesinato
El 2 de agosto de 1993, Eric Smith estaba montado en su bicicleta en un campamento de verano en un parque local mientras Derrick Robie, un niño de 4 años de edad, estaba caminando solo en ese mismo campamento. Smith vio a Robie, y lo llevó a una zona boscosa muy lejana. Allí, Smith lo estranguló, golpeó al niño con una gran roca en la cabeza y lo desnudó, lo que causó que el perfil del criminal fuera asociado a un adulto con conductas sexuales depravadas.
Alrededor de las 11:00 horas, la madre de Robie, Doreen, fue al parque a recoger a su hijo, sólo para encontrarse con que no había llegado. Después de cuatro horas de investigación, se encontró el cuerpo de Robie. El caso de asesinato fue noticia nacional, en gran parte debido a la edad del asesino (13) y de la víctima (4).
Al día siguiente los policías investigaron el caso de asesinato, ya que Eric Smith, después de matarlo, había dejado los lentes tirados en el suelo, y a las 11:59 a. m., antes del almuerzo, se lavó las manos y en el espejo dejó la marca de una gota de sangre.
El 8 de agosto de 1993, Smith le confesó a su madre que había matado a Derrick. La familia Smith informó a la policía más tarde esa noche. En su audiencia de libertad condicional de 2014, Smith dijo que era acosado por niños mayores en la escuela, y también por su padrastro y dos hermanas mayores.

## Sentencia
El 16 de agosto de 1994, Smith fue declarado culpable de homicidio en segundo grado y sentenciado al período máximo disponible en ese momento para los asesinos juveniles en Estados Unidos: un mínimo de nueve años a cadena perpetua.
Durante su condena, pasó por varias unidades penitenciarias del estado de Nueva York, y le fue negada la libertad condicional hasta en diez ocasiones. En octubre de 2021, luego de pasar 27 años en la cárcel, su libertad condicional fue aprobada y fue liberado el 1 de febrero de 2022.